# Парсонс, Лоуренс, 4-й граф Росс
Лоуренс Парсонс, 4-й граф Росс (англ. Lawrence Parsons, 4. Earl of Rosse; 17 декабря 1840 в своем ирландском родовом имении Берр-Кастл, Парсонстаун, графство Оффали 30 августа 1908) — британско-ирландский астроном, кавалер ордена Святого Патрика.
Сын Уильяма Парсонса, 3-го графа Росс и его жены Мэри Росс. После смерти отца в 1867 году унаследовал все его титулы. С 1868 года до смерти он был одним из избранных представительных пэров (англ. Representative peers) ирландского дворянства в британской Палате лордов. Между 1892 и 1908 годами он также был лордом-наместником Королевского графства. Ранее обе эти должности занимал и его отец.
Хотя он и находился как астроном в тени своего отца, он также внёс свой вклад в астрономические наблюдения (в частности, Луны), открыл ряд галактик. Был членом, а затем и вице-президентом Королевского общества, а также президентом Ирландской королевской академии. С 1885 по 1908 год граф Росс был 18-м ректором Дублинского университета.
В 1870 году он женился на Франсис Кассандре Хоук, дочери Эдварда Харви-Хоука, 4-го барона Хоука; в браке родилось трое детей. После его смерти титул перешел к старшему сыну Уильяму.